# Theodor Pussel

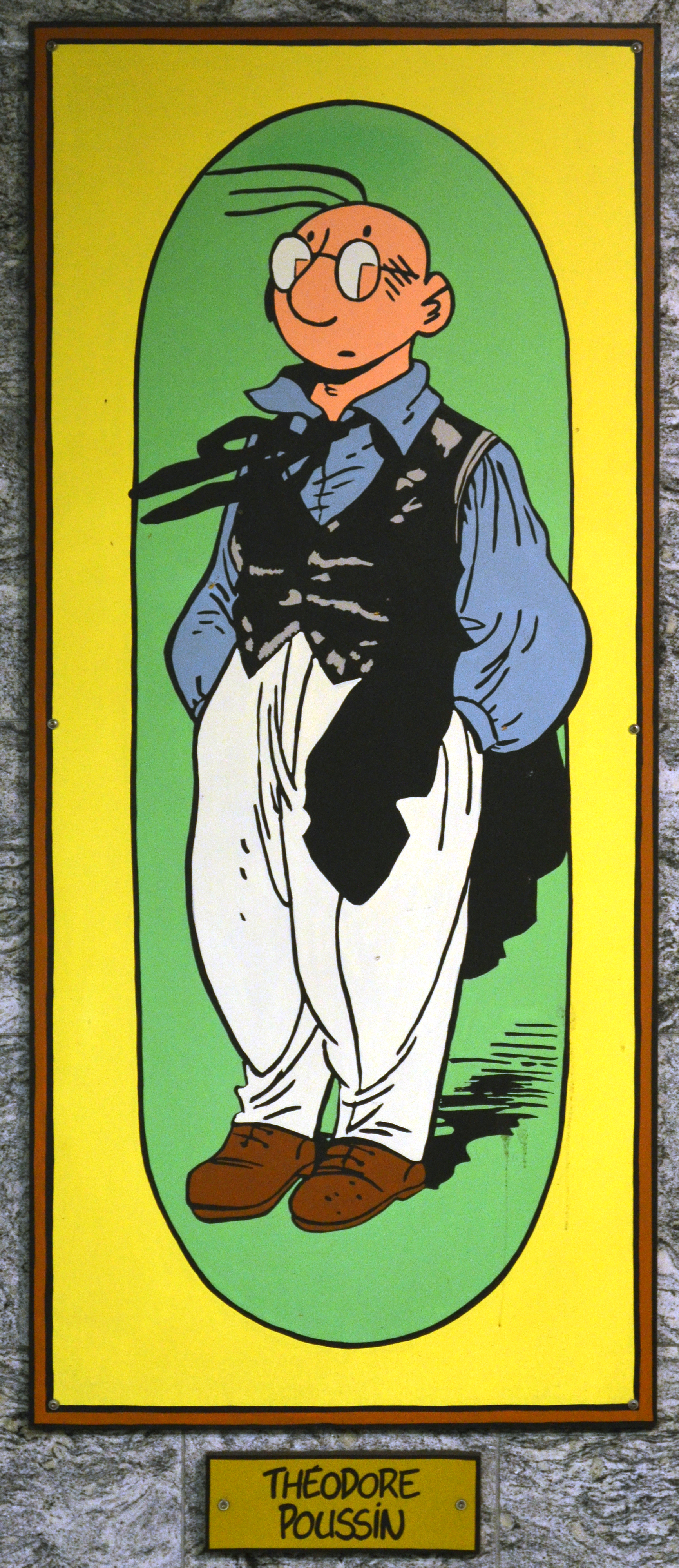
Abbildung des Protagonisten Theodor Pussel an einer Station der Stadtbahn Charleroi.

Theodor Pussel (französisch: Théodore Poussin) ist eine Comicserie des Comiczeichners Frank Le Gall. Die Geschichten um den namensgebenden jungen Seefahrer wurden erstmals im Jahr 1984 im belgischen Comicmagazin Spirou veröffentlicht. Gezeichnet ist die Serie im Stil der Ligne claire.

## Veröffentlichung
Die Geschichten erschienen zunächst ab Oktober 1984 im Magazin Spirou. Erst im Mai 1987 brachte der Verlag Dupuis das erste Album heraus, um das zweite in kurzem Abstand folgen zu lassen. Es folgten bisher 13 weitere Alben, die ab 1989 alle bei Carlsen, seit 2006 mit dem 12. Album dann bei Salleck Publications auch auf Deutsch erschienen. 2013 erschien eine Gesamtausgabe der ersten 12 Alben in drei Großbänden in der Ehapa Comic Collection.
Alben
- Das Geheimnis des Kapitän Stien. 1990 bei Carlsen (französisch Capitaine Steene. 1987 bei Dupuis)
- Mission Aru-el-Kader. 1990 bei Carlsen (französisch Le Mangeur d'archipels'. 1987 bei Dupuis)
- Das Schicksal der Maria Verita. Mit Szenario von Yann, 1991 bei Carlsen (französisch Marie Vérité. 1988 bei Dupuis)
- George Towns Geheimnis'. 1992 bei Carlsen (französisch Secrets. 1990 bei Dupuis)
- Der Schatz des weißen Radscha. 1992 bei Carlsen (französisch Le trésor du rajah blanc. 1991 bei Dupuis)
- Ein Passagier verschwindet. 1993 bei Carlsen (französisch Un passager porté disparu. 1992 bei Dupuis)
- Familienalbum. 1994 bei Carlsen (französisch La Vallée des roses. 1993 bei Dupuis)
- Die Nebelinsel. 1994 bei Carlsen (französisch La maison dans l'île. 1994 bei Dupuis)
- Im Palast des Nabobs. Teil 1, 1995 bei Carlsen (französisch  La Terrasse des audiences - Tome 1. 1995 bei Dupuis)
- Im Palast des Nabobs. Teil 2, 1998 bei Carlsen (französisch La Terrasse des audiences - Tome 2. 1997 bei Dupuis)
- Das ganze Jahr November. 2001 bei Carlsen (französisch Novembre toute l'année. 2000 bei Dupuis)
- Eifersucht. 2006 bei Salleck Publications (französisch Les Jalousies. 2005 bei Dupuis)
- Die letzte Reise der Amok. 2019 bei Salleck Publications (französisch, Le dernier voyage de l'amok 2017 bei Dupuis)

## Handlung
In den 1920er-Jahren arbeitet Theodor Pussel als jüngster Spross einer Seefahrerfamilie im Kontor einer Reederei in Dünkirchen. Der Umgang mit den Frachtbriefen für exotische Ziele entfacht in ihm ein Fernweh, das ihn bei seiner ersten Reise auf die Spuren seines verschollenen Onkels Kapitän Stien führt.
- Band 1: Das Geheimnis des Kapitän Stien

Der aus einer Seefahrerfamilie stammende Theodor Pussel arbeitet in den 1920er Jahren im Kontor einer Reederei in Dünkirchen. Aufgrund seines erwachenden Fernwehs wird er auf eigenen Wunsch von seiner Reederei auf eine Stelle als Zahlmeister auf einem Schiff mit Kurs nach Asien versetzt. Theodor will die Reise nutzen, um auch das Grab seines verschollenen Onkels Kapitän Stien zu besuchen, das sich in Asien befinden soll. Kurz vor seiner Abreise begegnet ihm der geheimnisvolle Herr November, der ihm prophezeit, dass die Fernreise, der Theodor so euphorisch entgegenblickt, voller Schicksalsschläge und schwerer und düsterer Eindrücke sein wird. Theodor lässt sich von den dunklen Prophezeiungen nicht von seinem Vorhaben abbringen und begibt sich auf die Fernreise nach China. An Bord begegnet er erneut Herrn November, der sich nun Theodor gegenüber als dessen Schicksal zu erkennen gibt und somit die Rolle einer mephistoähnlichen Figur anzunehmen scheint. Herr November reist dabei allerdings als blinder Passagier auf dem Schiff mit und wird daher festgenommen. Nach einer Erkrankung auf See wird Theodor in Asien an Land gebracht, um sich einige Tage zu erholen und gleichzeitig das Grab seines Onkels auf dem Landweg finden zu können, während das Schiff weiterfahren und ihn am nächsten Hafen wieder an Bord nehmen soll. Er erfährt, dass sein Onkel Kapitän Stien der Geliebte der Madame Kosina war und von einem Nebenbuhler eine Falle gestellt bekommen hat, bei der er in die Hände von Aufständischen geriet, die in der Gegend für Unruhen verantwortlich sind. Zudem bekommt er Kenntnis davon, dass das Schiff, mit dem er bislang gereist ist, in einen Sturm geraten und gesunken ist. Theodor gelangt an Bord eines kleinen Schiffes, muss aber auf hoher See feststellen, dass er dabei an Piraten geraten ist. Er kann sich jedoch im Laderaum versteckt halten und beobachtet von dort aus, dass das Piratenschiff zwecks Warenübergabe auf ein anderes Piratenschiff trifft. Dessen Kapitän ist offenbar Theodors tot geglaubter Onkel Stien.
- Band 2: Mission Aru-el-Kader

Theodor gelangt wieder an Land und geht dort nun einer Arbeit nach, um sich die Passage auf eigene Faust zurück nach Europa leisten zu können. Er gelangt an Bord des Schiffes des skrupellosen Piraten George Town, der Theodor eine Stelle als Sekretär anbietet und ihn bittet, seine Memoiren aufzuschreiben.
Theodor lehnt diese Arbeit allerdings ab und bleibt an Land. Später wird ihm von besagtem Piraten George Town, der vor der örtlichen Gerichtsbarkeit fliehen muss, ein Schiff zugesprochen, mit dem er Waren transportieren und so schneller Geld für seine Rückreise nach Europa verdienen kann. In einer Bar trifft er erneut auf Herrn November, der ihm offenbart, dass das Schiff, mit dem er die Fernreise angetreten hat und von dem er glaubte, es sei während seines Landaufenthaltes gesunken, doch nicht Schiffbruch erlitten hat, sondern seine Route wie geplant fortgesetzt habe. Herr November hatte diese Falschinformation Theodor bewusst zugespielt und gleichzeitig die Schiffsbesatzung davon in Kenntnis gesetzt, dass Theodor an Land verstorben sei, so dass diese auch nicht auf ihn warteten oder nach ihm suchen ließen. Theodor gerät daraufhin in Rage und schlägt Herrn November mit einer Flasche nieder. November scheint tot, weshalb die örtliche Polizei nach der Schlägerei nach Theodor als Mörder fahndet. Theodor kann aber mit Hilfe eines Herrn Martin entkommen, der ihn wiederum zu Lord Brooke, dem ehemaligen Radscha der Insel Long Andju, führt. Lord Brooke bietet dem unter Mordverdacht stehenden Theodor als Ausweg aus seiner schlechten Lage einen Auftrag an: Er soll Brookes Tochter aus der Hand des neuen Radschas Aru-el-Kader befreien, der während der Abwesenheit von Lord Brooke die Insel Long Andju eroberte und sie gefangen nahm. Im Gegenzug für seine Dienste will Brooke Theodor Geld für seine Rückreise nach Europa geben. Theodor willigt ein und begibt sich auf die Reise nach Long Andju. Herr November ist in Wirklichkeit gar nicht tot, bringt seinen Bewacher bzw. den Bewacher seines vermeintlichen Leichnams um und folgt Theodor in Begleitung der Piraten, in deren Laderaum Theodor Pussel sich einst versteckt hatte.
- Band 3: Das Schicksal der Maria Verita

Theodor Pussel setzt alles daran, Lord Brookes Tochter wiederzufinden, die offenbar noch im Schloss des neuen Radschas gefangen gehalten wird, und reist dazu mit dem nach der Tochter Lord Brookes benannten und ihm von Lord Brook überlassenen Schiff „Maria Verita“ und einer Mannschaft alter Haudegen nach Long Andju. Auf der Insel trifft er erstaunt Herrn November wieder, den er für tot gehalten hat. Novembers Begleiter, die Piraten, werden unterdessen vom Radscha Aru-el-Kadar ermordet. Obwohl Theodor Pussels keinen solchen Befehl gegeben hat, erobert seine Mannschaft mit der Unterstützung des Piraten Crabb den Palast des Radschas, wobei viel Blut vergossen wird und auch der Pirat Crabb offenbar selbst getötet wird. Beim Eingreifen in die Gefechte im Palast und bei der Suche nach Maria Verita gerät Theodor Pussel in Gefahr, ihm wird allerdings von Herr November das Leben gerettet. Theodor findet letzten Endes heraus, dass Brookes Tochter Maria Verita schon lange tot ist und der jetzige Radscha Aru-el-Kader die Tochter eines weißen Inselbewohners dazu gezwungen hat, ihre Rolle anzunehmen. Theodor macht sich auf den Rückweg zu Lord Brook, um ihm dies zu berichten, wobei ihn Herr November begleitet.
- Band 4: George Towns Geheimnis

Theodor Pussel reist zurück zu Lord Brooke, um diesem vom Tod seiner Tochter zu berichten. Herr Martin informiert ihn aber bei seinem Eintreffen darüber, dass Brooke inzwischen von der holländischen Kolonialverwaltung verhaftet worden ist, da er angeblich über einen Schatz verfügt, den die Holländer an sich reißen wollen. Aufgrund eines Embargos darf Theodor den angelaufenen Hafen mit seinem Schiff zudem nicht mehr verlassen. Er tut dies dennoch eines Nachts, um Brooke aus der Festung der Holländer zu befreien, da er darin die einzige Möglichkeit sieht, doch noch an die von Brooke versprochene Belohnung für den Versuch, dessen Tochter wiederzuholen, zu kommen, also Geld bzw. die Möglichkeit für die Rückreise nach Europa zu erhalten. Beim nächtlichen Verlassen des Hafens wird Theodor allerdings von den Holländern gestellt, die das Schiff angreifen und versenken. Er kann sich zusammen mit Herrn November und zwei weiteren Passagieren, die Herr Martin kurz vor dem illegalen Verlassen des Hafens auf das Schiff gebracht hat, in ein Beiboot retten. Die Schiffbrüchigen treffen auf dem Meer auf George Town und seine Piraten und werden von diesen aufgenommen. Während der skrupellose Piratenkapitän Town die beiden Passagiere, einen Anführer örtlicher Rebellen und dessen Frau, an Land bringt, um später ein Lösegeld für sie zu erhalten, behält er Theodor Pussel an Bord. Er kommt erneut darauf zu sprechen, dass Theodor ihm seine Memoiren aufschreiben soll, was Theodor nun gezwungenermaßen tut. Herr November tötet heimlich einen der Piratenmatrosen und kann so ebenfalls auf dem Piratenschiff bleiben, da er dessen Platz einnimmt. Theodor Pussel und George Town versuchen nun gemeinsam, Lord Brooke aus den Händen der Holländer zu befreien, Theodor Pussel, um von diesem Geld für seine Rückreise nach Europa zu bekommen und George Town, um seinerseits Zugriff auf den Schatz, über den Lord Brooke verfügen soll, zu bekommen. Herr November wiegelt derweil die Besatzung gegen den Piratenkapitän Town auf, unter anderem, indem er einen weiteren Matrosen tötet und dem Kapitän Town die Schuld an dessen Tod gibt. Während eines Sturms kommt es zur Meuterei, die Mannschaft verlässt das kenternde Schiff und überlässt es mit Theodor Pussel und George Town dem tosenden Meer.
- Band 5: Der Schatz des weißen Radscha

Theodor Pussel und George Town stranden auf einer Insel und kommen dort mit Eingeborenen in Kontakt. Diese hatten zuvor bereits die meuternde Mannschaft des Kapitäns, die ebenfalls auf der Insel gestrandet war, umgebracht und trachten nun auch dem Piratenkapitän Town und Theodor Pussel nach dem Leben. Town kann dies verhindern, indem er den Eingeborenen einen Teil des Schatzes des von den Holländern gefangen gehaltenen Lord Brookes verspricht und sie davon überzeugt, ihnen bei der Befreiung Brookes aus der Festung der Holländer zu helfen. Unterdessen findet ein Professor für Astrologie, der auf der Insel sein Forschungscamp aufgeschlagen hat, Herrn November am Ufer und nimmt ihn bei sich auf. November bringt den Professor allerdings um und nimmt dessen Identität und Papiere an, um seinerseits sicher durch den Urwald und in die Festung der Holländer zu gelangen, was ihm auch gelingt. Auf dem Weg zur Festung schreibt Theodor weiter an den Memoiren George Towns, wobei der die Berichte nicht so wie von Town gefordert niederschreibt, sondern Town in der Lektüre als wahnsinnigen und grausamen Piraten darstellt. Town offenbart ihm, dass er selbst Analphabet ist, seine Memoiren aber aufgeschrieben haben wissen will, damit andere sein Handeln nachvollziehen können. Zusammen mit den Eingeborenen dringen Theodor und Town nachts in die Festung der Holländer ein. Town tötet den dort gefangenen und anscheinend verrückt gewordenen Lord Brooke allerdings unerwartet in dessen Kerkerzelle, bevor dieser verraten kann, wo er seinen Schatz versteckt hält, da er glaubt, in Theodor einen Freund gefunden zu haben und diesen nicht durch die mit der Befreiung Brooks voraussichtlich ermöglichten Rückreise Theodors nach Europa wieder verlieren will. Die Holländer können die Einnahme der Festung letztendlich abwehren, Town wird tödlich verletzt und Theodor festgenommen. Der in der Festung als vermeintlicher Professor gastierende Herr November klärt die Holländer darüber auf, dass Theodor in Makassar wegen Mordes gesucht wird. Theodor wird dorthin gebracht, noch bevor er verurteilt werden kann, betritt Herr November aber das Gericht und macht dadurch die Anklage gegen Theodor, ihn ermordet zu haben, haltlos; zuvor hatte er ihn überhaupt erst vor Gericht bringen lassen, um einen Lynchmord durch die Holländer zu verhindern. Theodor wird nach der Rettung durch Herrn November von der Botschaft mit Papieren für seine Rückreise nach Europa ausgestattet und geht damit an Bord eines Schiffes mit Kurs nach Dünkirchen.
- Band 6: Ein Passagier verschwindet

Theodor verschwindet auf der Rückreise nach Europa bei einem Landgang für drei Tage, taucht dann aber wieder auf und trifft letzten Endes in seiner Heimatstadt Dünkirchen ein, wo er von seiner Familie empfangen wird. Er stellt dort Nachforschungen über seine Familiengeschichte an, wovon seine Mutter jedoch nicht begeistert ist. Theodor hat in den Tagen, in denen er auf dem Landgang verschwunden war, von Herrn November erfahren, dass Kapitän Stien in Wirklichkeit nicht sein Onkel, sondern sein Vater ist und dieser offenbar tatsächlich noch am Leben ist. Sein Vater hatte sich kurz nach Theodors Geburt aufgrund des Todes von Theodors leiblicher Mutter und der Ablehnung derer Familie nicht in der Lage gesehen, Theodor bei sich zu behalten und ihn aufzuziehen und ihn deshalb an seinen Bruder, Theodors Onkel, gegeben. Gleichzeitig hatte er versprochen, sich fortan von seinem Sohn fernzuhalten. Aus dem Verhalten seiner Stiefmutter in Dünkirchen schließt Theodor, dass diese Behauptungen von Herrn November richtig sind. Theodor trifft Herrn November in Dünkirchen wieder, der ihm mitteilt, dass er von Theodors Vater, dem alten Kapitän Stien, selbst dazu beauftragt wurde, ihm von Theodors Schritten zu berichten und ihn andererseits dafür zu sorgen, dass er gemäß dem Versprechen seines Vaters der Familie gegenüber, nicht mit diesem zusammentrifft. Erst kurz vor seinem Tod willigt Kapitän Stien, der nun ebenfalls in Dünkirchen eingetroffen ist, ein, Theodor zu sehen und mit ihm zu sprechen. Nachdem Theodors Vater Kapitän Stien nach der Aussprache mit Theodor stirbt, hat der von ihm beauftragte Herr November keine offizielle Aufgabe mehr. Er schlägt dennoch vor, Theodor auch weiterhin auf seinem Weg zu begleiten und ihm als Schicksalsfigur zur Seite zu stehen.
- Band 7: Familienalbum

In diesem Comicalbum wird Theodor Pussels Kindheit geschildert. Theodor zieht mit seiner Familie aufs Land, wo er neue Freundschaften schließt. Im Zuge des Ersten Weltkriegs sieht sich die Familie dazu gezwungen, das Haus auf dem Land wieder zu verlassen. Die Geschichte ist in der melancholischen Grundstimmung der gesamten Albenreihe gehalten, hebt sich aufgrund der hier verwendeten Direktkolorierung aber zeichnerisch von den übrigen Bänden ab.
- Band 8: Die Nebelinsel

Theodor Pussel ist wieder auf See und gerät in einen Sturm. Sein Schiff kentert, wobei er das Bewusstsein verliert. Er erwacht auf einer mysteriösen und surrealen Insel, auf der er die Bekanntschaft mit einigen seltsamen Bewohnern wie z. B. einer jungen Frau, einem Autor oder einem Jäger und seinen Gehilfen macht. Letztens Endes stellt sich heraus, dass Theodor nur geträumt hat. Er erwacht in einem Krankenhaus, in das er nach seinem Schiffsunglück gebracht wurde.
- Band 9: Im Palast des Nabobs. Teil 1

Theodor Pussel nimmt an dem Besuch des neuen Kolonialverwalters bei einem lokalen Prinzen teil. Von diesem war zuvor ein Geldgeschenk übersendet worden, was den Verdacht auslöst, dass der ehemalige Konsul korrupt gewesen ist. Theodor kommt während des Besuchs der ebenfalls mitreisenden Tochter Chouchou Bataille des neuen Kolonialverwalters Philippe Bataille näher und beide verlieben sich ineinander. Auch Augustin Fischl, ein weiterer Vertrauter, der es ebenfalls auf Chouchous Gunst abgesehen hat, reist mit. Die Gruppe begibt sich auf die Suche nach einem französischen Kontaktmann im Palast des Prinzen und versucht aufzuklären, von wem genau und weshalb Bestechungsgelder gezahlt wurden.
- Band 10: Im Palast des Nabobs. Teil 2

Während einer vom Prinzen zu Ehren seiner Gäste ausgerichteten Tigerjagd kommt es zu einem Mordanschlag auf den Prinzen. Theodor Pussel und seine Begleiter können die Verschwörer enttarnen und einen weiteren Anschlag auf den Prinzen verhindern, bei dem dieser mit einem gefälschten Brief, der bei ihm den Eindruck erweckte, Chouchou würde ihn im Park des Palastes sehen wollen, in den Park gelockt und dort ermordet werden sollte. In diesem Zusammenhang wird allerdings Augustin Fischl getötet, der anstelle des Prinzen in den Park gelaufen war, da er die gefälschte Nachricht ebenfalls gelesen hatte und Chouchou zusammen mit dem Prinzen im Park vermutete. Die Verschwörer werden überführt, es handelt sich um einen Mitarbeiter des Konsulats, der auch die Bestechungsgelder entgegengenommen hatte sowie um mehrere Personen aus dem Umkreis des Prinzen, die durch die Ermordung des Prinzen eine Revolution herbeiführen wollten.
- Band 11: Das ganze Jahr November

Theodor Pussel ist wieder als Zahlmeister auf einem Schiff angestellt. Das Schiff nimmt eine Theatergruppe an Bord. Unter den Schauspielern befindet sich auch Herr November. Während der Überfahrt passieren einige Morde, worauf Theodor Pussel Herrn November verdächtigt (der ja auch bereits in den vergangenen Alben der Serie gemordet hat, siehe „Mission Aru-el-Kader“, „George Towns Geheimnis“, „Der Schatz des weißen Radscha“). Während eines Ausflugs mit einer Jagd auf einen Hai rettet Herr November Theodor Pussel das Leben als dieser ins Wasser fällt. Letzten Endes stellt sich heraus, dass einer der Schiffsangestellten, Le Corfec, einen kriminellen Zwillingsbruder, der ein entflohener Sträfling ist, an Bord versteckt hat und dass dieser für die Morde verantwortlich gewesen ist. Der Mörder kann überführt und ausgeschaltet werden.
- Band 12: Eifersucht

Theodor Pussel ist mittlerweile Besitzer einer eigenen Insel nebst Kokosnussplantage, die er mit Unterstützung von Herrn November und Herrn Martin betreibt. Chouchou besucht ihn auf der Insel und die Beziehung zwischen Theodor und ihr lebt auf. Während einer Reise ans Festland treffen allerdings Theodors alter Freund Klapdor sowie der totgeglaubte Pirat Crabb (siehe Band 3 - Das Schicksal der Maria Verita) auf der Insel ein. Klapdor offenbart ihm, dass Chouchou eigentlich seine Frau sei, aber Abstand von ihm gesucht habe, und er nun aber die Absicht habe, sie zu sich zurückzuholen. Crabb hingegen will sich an Theodor rächen, da er damals keine Beute machen konnte und will daher nun Besitz von der Insel ergreifen. Theodor und seine Freunde werden auf der Insel belagert und es gelingt Crabb sogar Chouchou als Geisel zu nehmen. Theodor Pussel willigt daher ein, gegen die Befreiung von Chouchou und gegen freien Abzug von ihm und all seinen Freunden, Crabb die Insel zu überlassen. Klapdor und Chouchou verlassen die Insel und auch Theodor verlässt sie zusammen mit Herrn November und Herrn Martin in einem Beiboot.
- Band 13: Die letzte Reise der Amok

Theodor Pussel sucht sich eine Gruppe Matrosen zusammen und fährt mit ihnen, Herrn November und Herrn Martin zur von Crabb besetzten Insel, um diese zurückzuerobern. Letztendlich gelingt das Unterfangen. Der Pirat Crabb wird getötet und Theodor ist wieder Besitzer der Insel, auf der er auch bleiben möchte. Gleichwohl hat er die Insel zuvor bereits veräußert, um die für die Rückeroberung benötigte Mannschaft und das Schiff zu finanzieren. November wird am Ende anscheinend durch einen kleinwüchsigen Mann, der mit zur von Theodor Pussel rekrutierten Mannschaft gehört, getötet.

## Hauptfiguren
- Theodor Pussel (Théodore Poussin)

Theodor Pussel ist ein junger Abenteurer, der 1902 in Dünkirchen geboren wurde. Frank Le Galls Großvater war Vorbild für diese Figur.
- Herr November (Barthélémy Novembre) (Band 1 bis 6 sowie 11, 12 und 13)
- Kapitain Charles Stien (Charles Steene) (Band 1 bis 6)
- Camille Pussel (Camille Poussin) (Band 1, 9 und 10)
- George Town (Georges Town) (Band 2, 4 und 5)
- „Chouchou“ (Élenore „Chouchou“ Bataille) (Band 9,10 und 12)

## Rezeption
Der Comic wurde 1992 mit dem Max-und-Moritz-Preis für die beste deutsche Comicpublikation ausgezeichnet. Andreas C. Knigge wertet Theodor Pussel als „herausragend“ im Bereich der Jugend-Comics. Der Held erinnere an Hergés Tim, sei aber eher „ein romantischer Träumer“ und „öfter nicht gerade Herr der Lage“. Die Abenteuer seien von le Gall in mit „charmanten, ebenso modernen wie humorigen Strich“ erzählt, mit „exzellentem Gespür für die Exotik seiner Schauplätze“. Stefan Pannor beschreibt den Comic als „Ausnahmeerscheinung im frankobelgischen Abenteuercomic“. Die Abenteuer begännen klassisch, seien aber nicht aufregend, sondern still und elegisch erzählt, mit einem „Mann ohne besondere Eigenschaften“ als Helden. Wichtiger als der Protagonist sei die Welt, in der die Geschichten spielen, „ein Ort zum Staunen“. Darin ähnele Theodor Pussel der bekannteren Serie Corto Maltese von Hugo Pratt, nur dass hier der Erzfeind Herr November geheimnisvoll statt mörderisch ist. Die komplexe Geschichte des Hauptzyklus habe der Autor erstaunlich gut im Griff: „Kein Handlungsfaden blieb liegen“.